# Convoi PQ 7
Le convoi PQ 7 est le nom de code d'un convoi allié durant la Seconde Guerre mondiale. Les Alliés cherchaient à ravitailler l'URSS qui combattait leur ennemi commun, le Troisième Reich. Les convois de l'Arctique, organisés de 1941 à 1945, avaient pour destination le port d'Arkhangelsk, l'été, et Mourmansk, l'hiver, via l'Islande et l'océan Arctique, effectuant un voyage périlleux dans des eaux parmi les plus hostiles du monde.
Il est divisé en deux parties : 7a et 7b car deux cargos partent en avance.

## Convoi PQ 7a

### Composition du convoi
Ce convoi est constitué de 2 cargos, :
- Royaume-Uni : 1 cargo (Waziristan)
- Panama : 1 cargo (Cold harbor)

### L'escorte
L'escorte varie au cours de la traversée. Une escorte principale reste tout au long du voyage.
Ce convoi est escorté au départ par :
- les chalutiers armés : HMT Ophelia et HMS Hugh Walpole

### Le voyage
Le voyage commence le 26 décembre 1941 au départ de Hvalfjörður en Islande. Le lendemain, les deux chalutiers rentrent. Les deux navires marchands doivent être escortés par les chasseurs de mines HMS Salamander et HMS Britomart. Cependant, les glaces et le mauvais temps forcent le convoi à se séparer. Le U-134 en profite pour couler le Waziristan au sud de l'île aux Ours le 2 janvier 1942 (74° 09′ N, 19° 10′ E). Il n'y a aucun survivant (42 morts).
Le voyage se termine le 12 janvier 1942 à Mourmansk.

## Convoi PQ 7b

### Composition du convoi
Ce convoi est constitué de 9 cargos, :
- Royaume-Uni : 6 cargos (Botovan, Empire Activity, Empire Halley, Empire Howard, Empire Redshank et Jutland)
- Panama : 2 cargos (Aneroid et Reigh Count)[6]
- Union soviétique : 1 cargo (Chernyshevski)

### L'escorte
L'escorte varie au cours de la traversée. Une escorte principale reste tout au long du voyage.
Ce convoi est escorté au départ par :
- le chalutier armé : HMS Cape Argona
- Le baleinier armé : HMS Wastwater

### Le voyage
Le voyage commence le 31 décembre 1941 au départ de Hvalfjörður en Islande. Les deux navires de l'escorte sont remplacés le 4 janvier par les destroyers HMS Icarus et HMS Tartar.
Le voyage se termine, sans problème, le 11 janvier 1942 à Mourmansk.